# Лазар Белухов
Лазар Илиев Белухов е български офицер, генерал-майор.

## Биография
Роден е на 27 декември 1922 г. във велинградското село Чепино, днес квартал на града. В периода 1 ноември 1955 – 13 февруари 1956 г. е командир на двадесет и пети изтребително-бомбардировъчен авиополк в Чешнегирово. Бил е заместник-командир на дивизия. Известно време е началник на Военновъздушното училище „Георги Бенковски“. Между 1959 и 1966 г. е генерален директор на авиокомпания „Балкан“ и в това си качество е главен разследващ на авиокатастрофата в Чехословакия, при която загиват генерал Иван Бъчваров и певицата Катя Попова. Лети на самолети като Ан-24, Ил-14, Ил-18. Бил е и генерален представител на БГА „Балкан“ в Москва, Будапеща и Брюксел. В периода 1971 – 1977 г. е заместник-командващ по тила на ПВО и ВВС.